# Reprezentacja Kanady w bobslejach
Reprezentacja Kanady w bobslejach – zespół reprezentujący Kanadę w zawodach międzynarodowych w bobslejach. Reprezentacja Kanady zdobyła 6 medali olimpijskich: 3 złote, 2 srebrne i 1 brązowy. Najbardziej udanymi pod tym względem były Igrzyska Olimpijskie w Vancouver, gdzie reprezentanci Kanady zdobyli 3 medale (złoty, srebrny i brązowy).
Reprezentacja Kanady została utworzona pod koniec lat 50. Kanadyjczycy zadebiutowali na Igrzyskach Olimpijskich w Innsbrucku  w 1964 roku. Na tych Igrzyskach reprezentacja Kanady zdobyła złoty medal w czwórkach.
Mimo tego sukcesu aż do 1988 roku bobsleje w Kanadzie nie rozwijała się. Punktem przełomowym było przyznanie Kanadzie Igrzysk Olimpijskich w 1988.
W 1999 roku Kanadę zaczęły reprezentować również kobiety.

## Kadra na Puchar Świata

### Kadra trenerska
- Tom De la Hunty – trener główny
- Stephan Bosch – trener pilotów

### Kobiety
- Shelley-Ann Brown
- Kaillie Humphries
- Heather Moyse
- Helen Upperton
- Heather Hughes
- Diane Kelly
- Marquise Brisboise
- Emily Baadsvik
- Melissa These

### Mężczyźni
- David Bissett
- Chris LeBihan
- Neville Wright
- Cody Sorenson
- Justin Wilkinson
- Lyndon Rush

## Igrzyska olimpijskie
| Rok  | Miasto         | Miejsce | Skład                                                                     |
| ---- | -------------- | ------- | ------------------------------------------------------------------------- |
| 1964 | Innsbruck      | 4 11    | Vic Emery, Peter Kirby John Emery, Gordon Currie                          |
| 1968 | Grenoble       | 19 DQ   | Purvis McDougall, Bob Storey Hans Gehrig, Harry Goetschi                  |
| 1972 | Sapporo        | 14 18   | Bob Storey, Michael Hartley Hans Gehrig, Andrew Faulds                    |
| 1976 | Innsbruck      | 18 23   | Colin Nelson, Jim Lavalley Joey Kilburn, Brian Vachon                     |
| 1980 | Lake Placid    | 13 20   | Joey Kilburn, Robert Wilson Brian Vachon, Serge Catin                     |
| 1984 | Sarajewo       | 14      | Alan MacLachlan, Robert Wilson                                            |
| 1988 | Calgary        | 10 13   | Greg Haydenluck, Llyd Guss David Leuty, Kevin Tyler                       |
| 1992 | Albertville    | 9 11    | Dennis Meineau, Chris Farsted Greg Haydenluck, David MacEachern           |
| 1994 | Lillehammer    | 7 15    | Pierre Lueders, David MacEachern Chris Lori, Glenroy Gilbert              |
| 1998 | Nagano         | 1 12    | Pierre Lueders, David MacEachern Chris Lori, Jack Pyc                     |
| 2002 | Salt Lake City | 5 24    | Pierre Lueders, Giulio Zardo Yannick Morin, John Sokolowski               |
| 2006 | Turyn          | 2 11    | Pierre Lueders, Lascelles Brown Sarge Despres, David Bissett              |
| 2010 | Vancouver      | 5 15    | Pierre Lueders, Jasse Lumsden Lyndon Rush, David Bissett, Lascelles Brown |

| Rok  | Miasto         | Miejsce | Skład |
| ---- | -------------- | ------- | --- |
| 1964 | Innsbruck      | 1 14    | Vic Emery, Peter Kirby, Doug Anakin, John Emery Monty Gordon, Chris Ondaatje, David Hobart, Gordon Currie                  |
| 1968 | Grenoble       | 17      | Purvis McDougall, Bob Storey, Michael Young, Andrew Faulds                                                                 |
| 1972 | Sapporo        | 13      | Hans Gehrig, David Richardson, Peter Blakeley, Andrew Faulds                                                               |
| 1976 | Innsbruck      | 17 21   | Colin Nelson, Thomas Stehr, David Veale, Jim Lavalley Christopher Frank, William Dunn, Christopher Martin, Brian Vachon    |
| 1980 | Lake Placid    | DQ      | Martin Glynn, Alan MacLachlan, Serge Cantin, Robert Wilson                                                                 |
| 1984 | Sarajewo       | 18      | Alan MacLachlan, Clarke Flynn, Robert Wilson, David Leuty                                                                  |
| 1988 | Calgary        | 13 15   | Greg Haydenluck, Cal Langford, Kevin Tyler, Llyd Guss Chris Lori, Ken LeBlanc, Andrew Swim, Howard Dell                    |
| 1992 | Albertville    | 4 DQ    | Chris Lori, Ken LeBlanc, Cal Langford, David MacEachern Dennis Meineau, Chris Farsted, Jack Pyc, Sheridon Baptiste         |
| 1994 | Lillehammer    | 11 12   | Chris Lori, Chris Farstad, Sheridon Baptiste, Glenroy Gilbert Pierre Lueders, David MacEachern, Jack Pyc, Pascal Caron     |
| 1998 | Nagano         | 9 11    | Pierre Lueders, Ricardo Greenidge, Jack Pyc, David MacEachern Chris Lori, Ben Hindle, Matt Hindle, Ian Danney              |
| 2002 | Salt Lake City | 9       | Pierre Lueders, Ken LeBlanc, Giulio Zardo, Pascal Caron                                                                    |
| 2006 | Turyn          | 4 18    | Pierre Lueders, Ken Kotyk, Morgan Alexander, Lascelles Brown Sarge Despres, Nathan Cunningham, Steve Larsen, David Bissett |
| 2010 | Vancouver      | 3 5     | Lyndon Rush, David Bissett, Lascelles Brown, Chris le Bihan Pierre Lueders, Justin Kripps, Neville Wright, Jasse Lumsden   |

| Rok  | Miasto         | Miejsce | Skład                                                                 |
| ---- | -------------- | ------- | --------------------------------------------------------------------- |
| 2002 | Salt Lake City | 9       | Christina Smith Paula McKenzie                                        |
| 2006 | Turyn          | 4 13    | Helen Upperton, Heather Moyse Suzanne Gavine-Hlady, Jamie Cruickshank |
| 2010 | Vancouver      | 1 2     | Kaillie Humphries, Heather Moyse Helen Upperton, Shelley-Ann Brown    |